# Gentleman auf Zeit
Gentleman auf Zeit ist ein deutscher Action-Stummfilm mit Dramen- und Komödienelementen aus dem Jahre 1924. Unter der Regie von Karl Gerhardt spielten Carlo Aldini und Grete Reinwald die Hauptrollen. Vorlageautor Paul Rosenhayn schrieb auch das Drehbuch.

## Handlung
Der smarte Herr Fox arbeitete in den Astor-Werken seines steinreichen Chefs Frank Astor und hat eine sensationelle Erfindung gemacht. Astor gedenkt demnächst Alice Cumberland zu ehelichen, was ihrem Vater, der sich in großen finanziellen Schwierigkeiten befindet, nicht eben ungelegen kommt. Doch eigentlich will Alice gar nicht Astor heiraten, denn ihr Herz gehört ihrer Jugendliebe aus gemeinsamen Kindheitstagen. Als nun Firmenchef Astor bei einer Präsentation einen Vortrag hält und dabei ungeschickt mit gefährlichen Chemikalien herumhantiert, entsteht ein Brand, der sich rasch ausbreitet. Dabei gerät auch die anwesende Alice in Lebensgefahr, aus der Vorarbeiter Fox sie retten muss. Damit ist Fox überall der Held des Tages und wird entsprechend gefeiert.
Alices Jugendliebe lädt den Retter seiner Liebsten in seinen Club ein und will ihm eine Schale, randvoll gefüllt mit Goldstücken, als Lohn und Dank überreichen. Zwar weist Fox das großzügige Präsent zurück, äußert dann aber doch noch eine Bitte: Er würde gern einen Tag lang als einer von ihnen gelten, also zu den erlauchten Clubmitgliedern gehören und damit ein wenig High-Society-Luft schnuppern. Man willigt gern ein und verwandelt den Neuzugang rasch in einen perfekten Herrn von Welt, einen „Gentleman auf Zeit“, wie der Filmtitel verheißt, um. In diesem Aufzug erscheint er im Hause Cumberland, wo gerade Alices Verlobung mit Frank Astor begangen wird. Alice selbst ist ein wenig eingeschnappt darüber, wie leicht ihre Jugendliebe bereit war, auf sie als seine Zukünftige zu verzichten. Als Astor sehen muss, wie nun Alice mit ihrem Lebensretter Fox flirtet, ist dieser pikiert. Man wirft Fox aus dem Haus, und Astor fordert kurz darauf Fox zu einem Boxkampf heraus. Auch die Jugendliebe ist aufgekreuzt und lauert dem heimfahrenden Astor mit einem Kumpan auf. Beide planen nicht weniger, als den ungeliebten Nebenbuhler zu beseitigen. Das bekommt der „Gentleman auf Zeit“ mit und greift beherzt ein. Der gerettete Frank Astor wird von seinem Untergebenen Fox sicher nach Hause geleitet.
Nun kommen die Dinge in Bewegung, aber vollkommen anders, als gedacht: Man hält Fox für den gescheiterten Attentäter, nimmt ihn fest und sperrt ihn hinter Schloss und Riegel, die für den Tausendsassa Fox jedoch kein Hindernis sind. Er bricht aus, springt über Dächer und hangelt sich an den Stahlseilen von einer Drahtseilbahn herab. Derweil hat sich der Sachverhalt um den Anschlag auf Astor geklärt, und Astor hat seinem gescheiterten „Attentäter“, der ja nur aus Liebe und Eifersucht handelte, verziehen. Happy-End aller Orten: Diverse Regierungen interessieren sich für Foxens bahnbrechende Erfindung, die ihn zu einem reichen Mann werden lassen. Nun kann auch Alice ihre Verlobung mit dem ungewollten Astor lösen und Fox heiraten, denn jetzt ist Fox finanziell ein gemachter Mann und somit für Vater Cumberland als Schwiegersohn interessant.

## Produktionsnotizen
Gentleman auf Zeit entstand Anfang 1924 und passierte die Zensur am 28. April desselben Jahres. Die Uraufführung fiel auf den 10. Juni 1924 und fand in Berlins Mozartsaal statt. Der mit Jugendverbot belegte Fünfakter besaß eine Länge von 1692 Meter.
Die Filmbauten entwarf Willi A. Herrmann.
Willy Zeunert, der auch eine kleine Nebenrolle spielte, übernahm die Aufnahmeleitung.

## Kritiken
In den Freien Stimmen hieß es: “Carlo Aldinis Bravour- und Kraftleistungen sind unerhört und seine Sensationsszenen, die rasch einander folgen, sind von kolossaler Spannung.”
Die Villacher Zeitung befand: “Der sensationelle Film … bringt eine sehr fesselnde und sichtlich hochstehende Handlung. (…) Interessant und kinotechnisch hochwertig sind die Szenen der Verfolgung des Ausreißers.”